# Віштаспа
Віштаспа (*VI ст. до н. е.) — державний та військовий діяч Стародавньої Персії. Відомий у греків як Гістасп.

## Життєпис
Походив з династії Ахеменідів. Син Арсама. Про його дату народження нічого невідомо. Незважаючи на підлеглість його батька Киру II, володарю Персії, мав шановний статус при царському дворі. За царів Кира II та Камбіса II обіймав посади намісників, проте достеменного невідомо яких областей. Є версія, що був сатрапом Персіди.
Після сходження свого сина Дарія I намагався впливати на державну політику з огляду на молодий вік останнього. Втім незабаром Дарій I заборонив Віштаспі втручатися у загальнодержавні справи, призначивши сатрапом Парфії.
Під час своєї каденції стикнувся з повстаннями проти нового царя. 521 року до н. е. у битві біля міста Вішпаузатіш здобув перемогу над військом парфян і гірканців. Того ж року завдав повсталим племенам поразки у битві при Патіграбани.
Вважався людина великого розуму і освіти, придбаного ним під час подорожі до Індії від місцевих брахманів і магів. Віштаспу приписувалося пророчий твір, в якому він передбачав загибель Риму і панування Сходу над світом.

## Родина
- Дарій (550 до н. е. — 486 до н. е.), цар царів у 522—486 до н. е.
- Артабан
- Артан
- Артаферн
- донька, мати Отани
- донька, мати Сатаспа